# Holger Draber
Holger Draber (* 17. Januar 1968 in Wolfenbüttel) ist ein Brigadegeneral des Heeres der Bundeswehr und seit dem 23. Februar 2023 Kommandeur der Logistikschule der Bundeswehr.

## Militärische Laufbahn
Draber trat 1987 in die Bundeswehr ein und wurde zum Offizier der Instandsetzungstruppe ausgebildet. An der Universität der Bundeswehr Hamburg studierte er Maschinenbau von 1989 bis 1993. Von 2000 bis 2002 absolvierte er den 43. Generalstabslehrgang Heer an der Führungsakademie der Bundeswehr in Hamburg, wo er zum Offizier im Generalstabsdienst ausgebildet wurde.
Draber war Referent für internationale Rüstungskooperation im damaligen Führungsstab des Heeres im Bundesministerium der Verteidigung. Er war auch Adjutant eines Vier-Sterne-Generals im Allied Command Transformation der NATO in Norfork (Virginia) in den Vereinigten Staaten, bevor er von März 2010 bis Mai 2012, als Nachfolger von Oberstleutnant Jürgen Menner, Bataillonskommandeur des inzwischen aufgelösten Instandsetzungsbataillons 166 in der Rantzau-Kaserne in Boostedt wurde. Anschließend wurde Draber persönlicher Referent des Abteilungsleiters Ausrüstung, Informationstechnik und Nutzung im Bundesministerium der Verteidigung und danach Leiter Logistik im Logistikzentrum der Bundeswehr in Wilhelmshaven.
Ab April 2018 war Draber Referatsleiter Planung I 1 im Bundesministerium der Verteidigung in Bonn im Dienstgrad Oberst, bevor er im Juni 2020 Unterabteilungsleiter Planung II im Bundesministerium der Verteidigung wurde. Auf diesem Dienstposten wurde er zum Brigadegeneral ernannt.
Am 23. Februar 2023 wurde Draber das Kommando über die Logistikschule der Bundeswehr durch den Inspekteur der Streitkräftebasis Generalleutnant Martin Schelleis übertragen. Sein Vorgänger, Boris Nannt, hatte sich auf eigenes Verlangen aus dem Dienstverhältnis eines Berufssoldaten entlassen lassen.

## Privates
Draber kommt aus Wolfenbüttel, ist verheiratet und hat zwei Kinder. Er ist Ehrenmitglied der Reservistenkameradschaft in Einfeld, einem Stadtteil von Neumünster.